# Campeonato Mundial de Clubes de Voleibol Feminino de 2019
O Campeonato Mundial de Clubes de Voleibol Feminino de 2019 é a décima terceira edição do torneio organizado anualmente pela FIVB,  antes previsto para sediar a cidade de Ningbo. conforme anunciado em 20 de dezembro de 2017 em Lausana, posteriormente confiormada para a cidade de Shaoxing, localizada na província de  Zhejiang
O estreante Imoco Volley Conegliano sagrou-se campeão ao derrotar o Eczacibasi Vitra Istanbul na final, completando o pódio o VakifBank Istanbul.A melhor jogadora da competição (MVP) foi a oposto Paola Egonu

## Formato de disputa
Os oito participantes foram distribuídos proporcionalmente em dois grupos, A e B, todos se enfrentaram entre si em seus respectivos grupos, os dois primeiros colocados de cada grupo classificam as semifinais cujos confrontos deu-se por cruzamento olímpico, já os demais times eliminados da fase anteriormente citada, definiram as posições inferiores do quinto ao oitavo lugares, também os confrontos em cruzamento olímpico, sendo que os perdedores destes disputam o sétimo lugar e os vencedores o quinto posto.Os vencedores das semifinais avançaram a grande final e os perdedores disputaram o terceiro lugar.
Para a classificação dentro dos grupos na primeira fase, o placar de 3-0 ou 3-1 garantiu três pontos para a equipe vencedora e nenhum para a equipe derrotada; já o placar de 3-2 garantiu dois pontos para a equipe vencedora e um para a perdedora.

## Local dos jogos
| Todas as partidas.             |
| ------------------------------ |
| Shaoxing                       |
| Shaoxing Olympic Sports Center |
| Capacidade: 8 000              |

## Equipes participantes
As seguintes equipes foram qualificadas ou convidadas para a disputa do Campeonato Mundial de Clubes de 2019:
| Equipe                    | Qualificação                                          |
| ------------------------- | ----------------------------------------------------- |
| Guangdong Evergrande      | Representante do país-sede                            |
| Tianjin Bohai             | Campeão do Campeonato Asiático de Clubes de 2019      |
| Igor Gorgonzola Novara    | Campeão da Liga dos Campeões da Europa de 2018-19     |
| Minas Tênis Clube         | Campeão do Campeonato Sul-Americano de Clubes de 2019 |
| Praia Clube               | Convidado                                             |
| Imoco Volley Conegliano   | Convidado                                             |
| VakifBank Istanbul        | Convidado                                             |
| Eczacibasi Vitra Istanbul | Convidado                                             |

## Fase classificatória
|  | Qualificados para as semifinais |
|  | Disputa do 5º ao 8º lugares     |

### Grupo A
Classificação
|     |                           |     | Jogos | Jogos | Jogos | Pontos | Pontos | Pontos | Sets | Sets | Sets  |
| Pos | Equipe                    | Pts | T     | V     | D     | V      | P      | R      | V    | P    | R     |
| --- | ------------------------- | --- | ----- | ----- | ----- | ------ | ------ | ------ | ---- | ---- | ----- |
| 1   | Imoco Volley Conegliano   | 8   | 3     | 3     | 0     | 292    | 259    | 1.127  | 9    | 3    | 3,000 |
| 2   | Eczacibasi Vitra Istanbul | 6   | 3     | 2     | 1     | 238    | 198    | 1.202  | 7    | 3    | 2.333 |
| 3   | Guangdong Evergrande      | 3   | 3     | 1     | 2     | 205    | 245    | 0.837  | 3    | 7    | 0.429 |
| 4   | Minas Tênis Clube         | 1   | 3     | 0     | 3     | 263    | 296    | 0.889  | 3    | 9    | 0.333 |

Resultados
| 2 de dezembro de 2019 23ː00 P2 AQ | Imoco Volley Conegliano | 3 — 1                   | Eczacibasi Vitra Istanbul | Shaoxing Olympic Sports Center, Shaoxing Público: 1 856 Árbitro(s): JPN Sumie Myoi CHN Ziling Wang |
| 2 de dezembro de 2019 23ː00 P2 AQ | 25 22 25                | Set 1 Set 2 Set 3 Set 4 | 20 22 25 21               | Shaoxing Olympic Sports Center, Shaoxing Público: 1 856 Árbitro(s): JPN Sumie Myoi CHN Ziling Wang |

| 3 de dezembro de 2019 06ː00 P2 AQ | Guangdong Evergrande | 3 — 1                   | Minas Tênis Clube | Shaoxing Olympic Sports Center, Shaoxing Público: 6 227 Árbitro(s): KOR Joo-Hee Kang TUR Erdal Akıncı |
| 3 de dezembro de 2019 06ː00 P2 AQ | 25 28 22 25          | Set 1 Set 2 Set 3 Set 4 | 22 26 25 22       | Shaoxing Olympic Sports Center, Shaoxing Público: 6 227 Árbitro(s): KOR Joo-Hee Kang TUR Erdal Akıncı |

| 4 de dezembro de 2019 06ː00 P2 AQ | Eczacibasi Vitra Istanbul | 3 — 0             | Minas Tênis Clube | Shaoxing Olympic Sports Center, Shaoxing Público: 2 277 Árbitro(s): PUR Josmer Pérez Broche KOR Joo-Hee Kang |
| 4 de dezembro de 2019 06ː00 P2 AQ | 25                        | Set 1 Set 2 Set 3 | 17 23 16          | Shaoxing Olympic Sports Center, Shaoxing Público: 2 277 Árbitro(s): PUR Josmer Pérez Broche KOR Joo-Hee Kang |

| 4 de dezembro de 2019 09ː00 P2 AQ | Guangdong Evergrande | 0 — 3             | Imoco Volley Conegliano | Shaoxing Olympic Sports Center, Shaoxing Público: 3 431 Árbitro(s): ALG Maamer El Keboub POL Paweł Burkiewicz |
| 4 de dezembro de 2019 09ː00 P2 AQ | 16 22 21             | Set 1 Set 2 Set 3 | 25                      | Shaoxing Olympic Sports Center, Shaoxing Público: 3 431 Árbitro(s): ALG Maamer El Keboub POL Paweł Burkiewicz |

| 5 de dezembro de 2019 23ː00 P2 AQ | Imoco Volley Conegliano | 3 — 2                         | Minas Tênis Clube | Shaoxing Olympic Sports Center, Shaoxing Público: 893 Árbitro(s): PUR Josmer Pérez Broche CHN Ziling Wang} |
| 5 de dezembro de 2019 23ː00 P2 AQ | 25 20 22 28             | Set 1 Set 2 Set 3 Set 4 Set 5 | 17 19 25 26       | Shaoxing Olympic Sports Center, Shaoxing Público: 893 Árbitro(s): PUR Josmer Pérez Broche CHN Ziling Wang} |

| 6 de dezembro de 2019 06ː00 P2 AQ | Eczacibasi Vitra Istanbul | 3 — 0             | Guangdong Evergrande | Shaoxing Olympic Sports Center, Shaoxing Público: 2 276 Árbitro(s): ALG Maamer El Keboub JPN Sumie Myoi |
| 6 de dezembro de 2019 06ː00 P2 AQ | 25                        | Set 1 Set 2 Set 3 | 21 9 15              | Shaoxing Olympic Sports Center, Shaoxing Público: 2 276 Árbitro(s): ALG Maamer El Keboub JPN Sumie Myoi |

### Grupo B
Classificação
|     |                        |     | Jogos | Jogos | Jogos | Pontos | Pontos | Pontos | Sets | Sets | Sets  |
| Pos | Equipe                 | Pts | T     | V     | D     | V      | P      | R      | V    | P    | R     |
| --- | ---------------------- | --- | ----- | ----- | ----- | ------ | ------ | ------ | ---- | ---- | ----- |
| 1   | Igor Gorgonzola Novara | 7   | 3     | 3     | 0     | 287    | 266    | 1.079  | 9    | 4    | 2.250 |
| 2   | VakifBank Istanbul     | 7   | 3     | 2     | 1     | 260    | 227    | 1.145  | 8    | 3    | 2.667 |
| 3   | Tianjin Bohai          | 3   | 3     | 1     | 2     | 246    | 276    | 0.891  | 5    | 8    | 0.625 |
| 4   | Praia Clube            | 1   | 3     | 0     | 3     | 233    | 257    | 0.907  | 2    | 9    | 0.222 |

Resultados
| 3 de dezembro de 2019 03ː00 P2 AQ | VakifBank Istanbul | 3 — 0             | Praia Clube | Shaoxing Olympic Sports Center, Shaoxing Público: 2 311 Árbitro(s): ALG Maamer El Keboub PUR Josmer Pérez Broche |
| 3 de dezembro de 2019 03ː00 P2 AQ | 27 25              | Set 1 Set 2 Set 3 | 25 20       | Shaoxing Olympic Sports Center, Shaoxing Público: 2 311 Árbitro(s): ALG Maamer El Keboub PUR Josmer Pérez Broche |

| 3 de dezembro de 2019 09ː00 P2 AQ | Tianjin Bohai | 2 — 3                         | Igor Gorgonzola Novara | Shaoxing Olympic Sports Center, Shaoxing Público: 7 493 Árbitro(s): POL Paweł Burkiewicz BRA Rogério Espicalsky |
| 3 de dezembro de 2019 09ː00 P2 AQ | 25 18 15 11   | Set 1 Set 2 Set 3 Set 4 Set 5 | 17 15 25 15            | Shaoxing Olympic Sports Center, Shaoxing Público: 7 493 Árbitro(s): POL Paweł Burkiewicz BRA Rogério Espicalsky |

| 5 de dezembro de 2019 06ː00 P2 AQ | Igor Gorgonzola Novara | 3 — 2                         | VakifBank Istanbul | Shaoxing Olympic Sports Center, Shaoxing Público: 2 683 Árbitro(s): PUR Josmer Pérez Broche JPN Sumie Myoi |
| 5 de dezembro de 2019 06ː00 P2 AQ | 25 24 15               | Set 1 Set 2 Set 3 Set 4 Set 5 | 21 22 27 26 12     | Shaoxing Olympic Sports Center, Shaoxing Público: 2 683 Árbitro(s): PUR Josmer Pérez Broche JPN Sumie Myoi |

| 5 de dezembro de 2019 09ː00 P2 AQ | Tianjin Bohai | 3 — 2                         | Praia Clube | Shaoxing Olympic Sports Center, Shaoxing Público: 4 700 Árbitro(s): KOR Joo-Hee Kang ALG Maamer El Keboub |
| 5 de dezembro de 2019 09ː00 P2 AQ | 25 22 16      | Set 1 Set 2 Set 3 Set 4 Set 5 | 21 19 25 14 | Shaoxing Olympic Sports Center, Shaoxing Público: 4 700 Árbitro(s): KOR Joo-Hee Kang ALG Maamer El Keboub |

| 6 de dezembro de 2019 03ː00 P2 AQ | Igor Gorgonzola Novara | 3 — 0             | Praia Clube | Shaoxing Olympic Sports Center, Shaoxing Público: 1 158 Árbitro(s): POL Paweł Burkiewicz TUR Erdal Akıncı |
| 6 de dezembro de 2019 03ː00 P2 AQ | 25 26 25               | Set 1 Set 2 Set 3 | 21 24 19    | Shaoxing Olympic Sports Center, Shaoxing Público: 1 158 Árbitro(s): POL Paweł Burkiewicz TUR Erdal Akıncı |

| 6 de dezembro de 2019 09ː00 P2 AQ | Tianjin Bohai | 0 — 3             | VakifBank Istanbul | Shaoxing Olympic Sports Center, Shaoxing Público: 5 265 Árbitro(s): KOR Joo-Hee Kang BRA Rogério Espicalsky |
| 6 de dezembro de 2019 09ː00 P2 AQ | 15 14 19      | Set 1 Set 2 Set 3 | 25                 | Shaoxing Olympic Sports Center, Shaoxing Público: 5 265 Árbitro(s): KOR Joo-Hee Kang BRA Rogério Espicalsky |

## Fase final
- Horário de Brasília

|  | Semifinais                | Semifinais                |   |                       | Final                   | Final |  |
|  |                           |                           |   |                       |                         |       |  |
|  | 7 de dezembro — 06ː00     |                           |   |                       |                         |       |  |
|  | Imoco Volley Conegliano   | 3                         |   |                       |                         |       |  |
|  | VakifBank Istanbul        | 2                         |   |                       |                         |       |  |
|  |                           |                           |   |                       |                         |       |  |
|  |                           |                           |   |                       | 8 de dezembro — 09ː00   |       |  |
|  |                           |                           |   |                       | Imoco Volley Conegliano | 3     |  |
|  |                           | Eczacibasi Vitra Istanbul | 1 |                       |                         |       |  |
|  |                           |                           |   |                       |                         |       |  |
|  |                           |                           |   |                       |                         |       |  |
|  |                           |                           |   |                       | Terceiro lugar          |       |  |
|  | 7 de dezembro — 09ː00     | 7 de dezembro — 09ː00     |   | 8 de dezembro — 06ː00 | 8 de dezembro — 06ː00   |       |  |
|  | Igor Gorgonzola Novara    | 2                         |   | VakifBank Istanbul    | 3                       |       |  |
|  | Eczacibasi Vitra Istanbul | 3                         |   |                       | Igor Gorgonzola Novara  | 0     |  |

## Classificação do 5º ao 8º lugar
Resultados
| 6 de dezembro de 2019 23ː00 P2 AQ | Guangdong Evergrande | 0 — 3             | Praia Clube | Shaoxing Olympic Sports Center, Shaoxing Público: 1 200 Árbitro(s): TUR Erdal Akıncı PUR Josmer Pérez Broche |
| 6 de dezembro de 2019 23ː00 P2 AQ | 22 20 14             | Set 1 Set 2 Set 3 | 25          | Shaoxing Olympic Sports Center, Shaoxing Público: 1 200 Árbitro(s): TUR Erdal Akıncı PUR Josmer Pérez Broche |

| 7 de dezembro de 2019 03ː00 P2 AQ | Tianjin Bohai | 0 — 3             | Minas Tênis Clube | Shaoxing Olympic Sports Center, Shaoxing Público: 3 500 Árbitro(s): JPN Sumie Myoi POL Paweł Burkiewicz |
| 7 de dezembro de 2019 03ː00 P2 AQ | 23 26 19      | Set 1 Set 2 Set 3 | 25 28 25          | Shaoxing Olympic Sports Center, Shaoxing Público: 3 500 Árbitro(s): JPN Sumie Myoi POL Paweł Burkiewicz |

## Semifinais

### SF1
| 7 de dezembro de 2019 06ː00 P2 AQ | Imoco Volley Conegliano | 3 — 2                         | VakifBank Istanbul | Shaoxing Olympic Sports Center, Shaoxing Público: 3 806 Árbitro(s): BRA Rogério Espicalsky ALG Maamer El Keboub |
| 7 de dezembro de 2019 06ː00 P2 AQ | 25 20 25 21 23          | Set 1 Set 2 Set 3 Set 4 Set 5 | 23 25 23 25 21     | Shaoxing Olympic Sports Center, Shaoxing Público: 3 806 Árbitro(s): BRA Rogério Espicalsky ALG Maamer El Keboub |

### SF2
| 7 de dezembro de 2019 09ː00 P2 AQ | Igor Gorgonzola Novara | 2 — 3                         | Eczacibasi Vitra Istanbul | Shaoxing Olympic Sports Center, Shaoxing Público: 4 806 Árbitro(s): CHN Ziling Wang KOR Joo-Hee Kang |
| 7 de dezembro de 2019 09ː00 P2 AQ | 21 25 11 25 13         | Set 1 Set 2 Set 3 Set 4 Set 5 | 25 23 25 23 15            | Shaoxing Olympic Sports Center, Shaoxing Público: 4 806 Árbitro(s): CHN Ziling Wang KOR Joo-Hee Kang |

## Sétimo lugar
Resultado
| 7 de dezembro de 2019 23ː00 P2 AQ | Guangdong Evergrande | 3 — 0             | Tianjin Bohai | Shaoxing Olympic Sports Center, Shaoxing Público: 1 854 Árbitro(s): POL Paweł Burkiewicz ALG Maamer El Keboub |
| 7 de dezembro de 2019 23ː00 P2 AQ | 28 25                | Set 1 Set 2 Set 3 | 26 20 21      | Shaoxing Olympic Sports Center, Shaoxing Público: 1 854 Árbitro(s): POL Paweł Burkiewicz ALG Maamer El Keboub |

## Quinto lugar
Resultado
| 8 de dezembro de 2019 03ː00 P2 AQ | Praia Clube   | 2 — 3                         | Minas Tênis Clube | Shaoxing Olympic Sports Center, Shaoxing Público: 1 706 Árbitro(s): TUR Erdal Akıncı KOR Joo-Hee Kang |
| 8 de dezembro de 2019 03ː00 P2 AQ | 25 14 25 22 9 | Set 1 Set 2 Set 3 Set 4 Set 5 | 18 25 18 25 15    | Shaoxing Olympic Sports Center, Shaoxing Público: 1 706 Árbitro(s): TUR Erdal Akıncı KOR Joo-Hee Kang |

## Terceiro lugar
Resultado
| 8 de dezembro de 2019 06ː00 P2 AQ | VakifBank Istanbul | 3 — 0             | Igor Gorgonzola Novara | Shaoxing Olympic Sports Center, Shaoxing Público: 4 870 Árbitro(s): BRA Rogério Espicalsky PUR Josmer Pérez Broche |
| 8 de dezembro de 2019 06ː00 P2 AQ | 26 25              | Set 1 Set 2 Set 3 | 24 23 21               | Shaoxing Olympic Sports Center, Shaoxing Público: 4 870 Árbitro(s): BRA Rogério Espicalsky PUR Josmer Pérez Broche |

## Final
Resultado
| 8 de dezembro de 2019 09ː00 P2 AQ | Imoco Volley Conegliano | 3 — 1                   | Eczacibasi Vitra Istanbul | Shaoxing Olympic Sports Center, Shaoxing Público: 7 135 Árbitro(s): CHN Ziling Wang JPN Sumie Myoi |
| 8 de dezembro de 2019 09ː00 P2 AQ | 22 25                   | Set 1 Set 2 Set 3 Set 4 | 25 14 19 21               | Shaoxing Olympic Sports Center, Shaoxing Público: 7 135 Árbitro(s): CHN Ziling Wang JPN Sumie Myoi |